# Anton Lans
Anton Lans (Lidköping, Suecia, 17 de abril de 1991) es un futbolista sueco. Juega de defensor y su equipo actual es el IF Elfsborg de la Allsvenskan de Suecia. 

## Trayectoria
Lans jugó como juvenil en los clubes Vinninga AIF y Lidköping IF hasta que fue fichado por el IF Elfsborg en 2007.
Debutó como futbolista profesional en la Allsvenskan sueca en el IF Elfsborg el 12 de mayo de 2010, a la edad de 18 años, en un encuentro antre el AIK que finalizó 4-0 a favor del Elfsborg en el Borås Arena.

## Selección nacional
Momentáneamente, Lans se desempeñó como integrante de las selecciones de Suecia sub-15, sub-16, sub-17, sub-18 y sub-19.

## Clubes
| Club        | País   | Año   |
| ----------- | ------ | ----- |
| IF Elfsborg | Suecia | 2010- |